# Håja
Håja (Samisch: Jievju) is een onbewoond eiland in de Sørøysundet en in de gemeente Hammerfest. Het eiland ligt tussen de eilanden Sørøya, Seiland en Kvaløya. Håja heeft een oppervlakte van 1,71 km² en het hoogste punt op het eiland heeft een hoogte van 296 m.
Meerdere scholen en hotels in Hammerfest zijn vernoemd naar het eiland.
Op het eiland leeft een meeuwenkolonie.